# Virtsu poolsaar
Virtsu poolsaar är en halvö på Estlands västkust. Den ligger i Hanila kommun i landskapet Läänemaa, 120 km sydväst om huvudstaden Tallinn.
På Virtsu poolsaar ligger tätorten och färjeläget Virtsu (äldre svenska och tyska Werder) varifrån färjor utgår till ön Moon som har broförbindelse med Ösel. Halvön är förenad med fastlandet via en smal landtunga i norr. Mellan fastlandet och halvöns västsida ligger inomskärsfjärdarna Mõisa laht och Rame laht. Söder om halvön ligger de små öarna Puhtulaid och Uulutilaid som ligger i det havsområde där Rigabukten möter Moonsund. Västerut ligger Storsund och Viire kurk och på dess andra saida ön Moon. Nordväst om halvön ligger viken Mõniste laht och ön Kõbajalaid.
Inlandsklimat råder i trakten. Årsmedeltemperaturen i trakten är 5 °C. Den varmaste månaden är augusti, då medeltemperaturen är 16 °C, och den kallaste är januari, med −6 °C.